# Objetivo de Desarrollo Sostenible 13
El Objetivo de Desarrollo Sostenible 13 (Objetivo 13 o ODS 13) llama a una Acción por el clima. Propone alianzas para cumplir con los demás objetivos y es uno de los 17 Objetivos de Desarrollo Sostenible (ODS) establecidos por las Naciones Unidas en 2015. 
El ODS 13 es: "Adoptar medidas urgentes para combatir el cambio climático y sus efectos".
El objetivo es prepararnos para afrontar los impactos del cambio climático, sentar las bases de una economía neutra en emisiones y acompañar a los colectivos más vulnerables en el proceso de transición. Involucrando a todas las administraciones y a todos los actores de la sociedad civil y del mundo académico y científico. El Objetivo tiene metas que deben alcanzarse para 2030. El progreso hacia las metas se medirá mediante indicadores.
Además, este objetivo pretende introducir el cambio climático como cuestión primordial en las políticas, estrategias y planes de países, empresas y sociedad civil, mejorando la respuesta a los problemas que genera, e impulsando la educación y sensibilización de toda la población en relación al fenómeno. Se insta a los estados a contribuir económicamente para lograr los objetivos de la Convención Marco de las Naciones Unidas sobre el Cambio Climático y a cooperar con los países en desarrollo y pequeños estados insulares para mejorar su capacidad de gestión del cambio climático, prestando especial atención a los problemas que genera en mujeres, jóvenes y comunidades marginadas.

## Organizaciones
Varias organizaciones mundiales se han comprometido a avanzar hacia el ODS 13 de diversas formas, por ejemplo:
- Convención Marco de las Naciones Unidas sobre el Cambio Climático.[4]
- Panel Intergubernamental sobre Cambio Climático.
- Organización Meteorológica Mundial (OMM)
- Programa de Naciones Unidas para los Asentamientos Humanos.
- Programa de las Naciones Unidas para el Medio Ambiente.[5]
- Fondo Verde para el Clima (GCF).[6]
- Greenpeace
- Red de Acción por el Clima
- Instituto de Recursos Mundiales
- Viernes por el Futuro

## Educación para el desarrollo sostenible
La educación para el desarrollo sostenible (EDS) es un campo disciplinar que busca generar mecanismos y propuestas educativas para educar a niños, jóvenes y adultos en el desarrollo sostenible. El concepto surgió a partir de la Cumbre de la Tierra de Río de Janeiro en 1992,y se consolidó con el lanzamiento del Decenio para la Educación para el Desarrollo Sostenible (2005-2014) por parte de la UNESCO. Posteriormente, la EDS fue incorporada en la Agenda 2030, cristalizada en el Objetivo de Desarrollo Sostenible 4, centrado en una "educación de calidad".También se reconoce su importancia en el Acuerdo de París.